# Дифазиаструм трёхколосковый
Diphasiastrum tristachyum — вид травянистых растений семейства плауновых (Lycopodiaceae), распространённый в Европе, Турции, Грузии и Северной Америке. Населяет бесплодные кисловатые почвы в открытых хвойных и дубовых лесах.

## Описание
Многолетнее растение 7-12 (15) см высотой. Побеги собраны в очень плотные, веерообразные пучки, 7-15 (20) см высотой. Стерильные ветви узкие, 1,1-1,5 (1,7) мм, слегка сплющенные, тёмно-зелёные или сизоватые, одноцветные с обеих сторон. Спинные листья широкие, почти одинаковые с боковыми, брюшные листья немного короче спинных, очень выпуклые. Ветви разветвлены под углом 30 ° и меньше. Стробилы размещены как на главной оси, так и на боковых длинных ножках.

## Распространение
В Европе встречается в таких странах как Бельгия, Люксембург, Чехия, Дания, Эстония, Финляндия, Франция, Германия, Швейцария, Нидерланды, Венгрия, Исландия, Италия, Латвия, Литва, Белоруссия, Норвегия, Польша, Россия, Румыния, Словения, Швеция, Украина. В Северной Америке вид можно встретить в Канаде и США.

## Гибриды
D. tristachyum образует множество гибридов с другими представителями Diphasiastrum. Среди них:
- Diphasiastrum × zeilleri (Rouy) Holub (D. complanatum X tristachyum);
- Diphasiastrum × habereri (House) Holub (D. digitatum X tristachyum);
- Diphasiastrum × issleri (Rouy) Holub (D. alpinum X tristachyum);
- Diphasiastrum × sabinifolium (Willdenow) Holub (D. sitchense X tristachyum)[4].